# Kedvesem
Kedvesem è un brano musicale del cantante ungherese ByeAlex.

## Il brano
La canzone è stata scritta da Alex Márta (ByeAlex) e Zoltán Palásti Kovács (Zoohacker).
Con questo brano, il cantante ha partecipato in rappresentanza dell'Ungheria all'Eurovision Song Contest 2013 tenutosi a Malmö, dove si è classificato al decimo posto.

## Tracce
Download digitale
1. Kedvesem - 3:24
2. Kedvesem (Zoohacker Remix) - 3:09
3. One For Me - 3:24